# .fk
.fk is het achtervoegsel van domeinnamen van Falklandeilanden.